# Zielona lutea
Zielona lutea är en insektsart som beskrevs av Irena Dworakowska 1993. Zielona lutea ingår i släktet Zielona och familjen dvärgstritar. Inga underarter finns listade i Catalogue of Life.